# ژوآو لینس کانسانسائو ویسکونت سینیمبو
ژوآو لینس کانسانسائو ویسکونت سینیمبو (پرتغالی: João Lins Cansanção, Viscount of Sinimbu; زاده ۲۰ نوامبر ۱۸۱۰ – درگذشته ۲۷ دسامبر ۱۹۰۶) سیاستمدار و دیپلمات اهل برزیل بود. وی از ۵ ژانویه ۱۸۷۸ تا ۲۸ مارس ۱۸۸۰ نخست‌وزیر این کشور بود.
ژوآو لینس کانسانسائو ویسکونت سینیمبو در ۲۷ دسامبر ۱۹۰۶، در سن ۹۶ سالگی درگذشت.